# Vert-Bois
Le quartier du Vert-Bois (appelé à sa création Saint-Dizier-le-Neuf) est un quartier important de la ville de Saint-Dizier, sous-préfecture du département de la Haute-Marne, et ville la plus peuplée de celui-ci.
Le Vert-Bois est un grand ensemble construit entre 1950 et 1970, dans lequel résident un peu plus de 7 000 personnes, ce qui représente environ un tiers de la population de la commune (33 % en 2013), et aujourd'hui classé quartier prioritaire.
Sa superficie est de 160 hectares. Les habitants de ce quartier s'appellent de façon officieuse les vert-boisiens et vert-boisiennes.

## Rappels historiques sur les grands ensembles
On définit généralement les grands ensembles comme des ensembles de logements collectifs, souvent en nombre important (plusieurs centaines à plusieurs milliers de logements), construits entre le milieu des années 1950 et le milieu des années 1970, marqués par un urbanisme de barres et de tours inspiré des préceptes de l'architecture moderne.
Ces grands ensembles, dont plusieurs centaines ont été construits en France, ont permis un large accès au confort moderne (eau courante chaude et froide, chauffage central, équipements sanitaires, ascenseur…) pour les ouvriers des banlieues ouvrières, les habitants des habitats insalubres, les rapatriés d’Algérie et la main-d’œuvre des grandes industries.
Ils se retrouvent fréquemment en crise sociale profonde à partir des années 1980, et sont, en France, l'une des raisons de la mise en place de ce qu'on appelle la politique de la ville.
Ils sont généralement inspirés des préceptes de l'architecture moderne et se veulent une application directe de la Charte d'Athènes, publiée en 1943 par Le Corbusier.
Il a été souvent dit que Saint-Dizier-le-Neuf a été l'une des premières villes nouvelles de France, moderne par opposition à l'état de la ville ancienne symbolisé par les voyottes.

## Contexte ayant abouti à la création du Vert-Bois
- À la suite de la Seconde Guerre mondiale, le besoin de logements en Champagne-Ardenne est réel. L'invasion de 1940, l'Occupation, la Libération, les combats qui ont eu lieu en octobre 1944 à proximité de ce qu'allait devenir le Lac du Der, ont entraîné un grand nombre de destructions d'habitations. Il s'agit de reloger les familles qui n'ont plus de toit et de trouver une main d'œuvre ouvrière amenuisée par la guerre[5].
- La vie économique de la région de Saint-Dizier dépend essentiellement de la métallurgie, de la fonderie, de l'assemblage des aciers composés. Le bassin d'emploi, d'un rayon de 40 km autour de Saint-Dizier, englobe de nombreuses communes qui vivent du travail du fer et de la fonte (Bar-le-Duc, Joinville, Vitry-le-François, etc). La construction de nouveaux logements répond à la nécessité de loger tous les salariés des usines environnantes. L'usine de tracteurs employait 3000 salariés (CIMA - compagnie internationale de machines agricoles, devenue McCormick, puis IHF, puis Case, puis enfin Yto) : pour accueillir ces salariés, la ville avait construit une gare routière qui a été détruite, fait symbolisant l'évolution de la ville (emploi et rôle de l'automobile).
- Dès 1956, et surtout à partir de 1962, l'afflux de rapatriés d'Algérie incite les pouvoirs publics à prévoir leur relogement, même temporaire.
- Si de nombreux harkis ont subi un sort funèbre lors de l'indépendance de l'Algérie, certains ont été accueillis à la hâte en France. Le quartier du Vert-Bois, en 1965, était le deuxième[6] plus grand espace de logements de harkis en France après le "quartier des 4000" à La Courneuve.
- L'extension d'une base aérienne stratégique a aussi joué un rôle dans la décision de construire ce quartier. Le "Vert-Bois militaire", ainsi qu'il est appelé, couvrait une surface particulière et notable du quartier[réf. souhaitée].

## Construction du Vert-Bois: un urbanisme conçu comme rationnel et humain

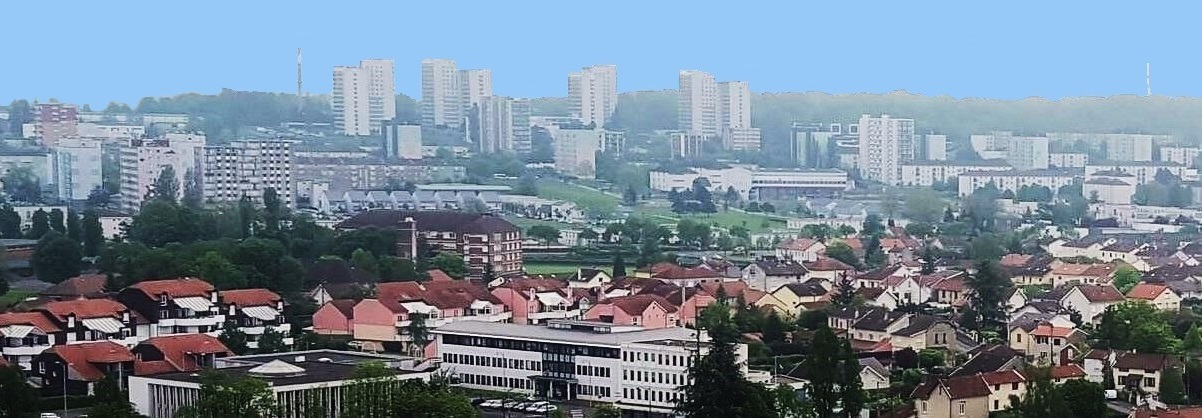
Vue générale du quartier le Vert-Bois de Saint-Dizier (Haute-Marne)

L'inauguration du quartier, alors appelé « Saint-Dizier-le-Neuf », se déroule en 1953 et est mené par Maurice Lemaire, Ministre de la Reconstruction . Sur les plans des architectes, la totalité de la construction durera plus de 15 ans, le maître de l'ouvrage étant l'OPHLM de la Haute-Marne. Il a été « porté » par Edgard Pisani, alors préfet de la Haute-Marne, futur ministre du général de Gaulle et de François Mitterrand.
En 1966, selon le décompte de la préfecture, le quartier du Vert-Bois (ou « Cité du Vert-Bois ») comptait 6 000 habitants, dont 3 200 d'origine métropolitaine, 1 500 Nord-Africains et 1 300 rapatriés d'Afrique du nord.[réf. souhaitée]
Rangées le long d'avenues rectilignes, les hautes tours du quartier du Vert-Bois montrent un urbanisme qui peut sembler froid, mais qui reste intéressant, dans la ligne des idées de Le Corbusier, post École de Weimar / Bauhaus, perspectives claires et précises. Ces immeubles coexisteront avec un certain nombre de propriétés individuelles, témoignant d'une mixité sociale qui, toutefois aura tendance à disparaître. Pendant que les premières constructions seront au fil du temps habitées par des familles modestes (type Lopofa - Logements Populaires et Familiaux), les tours et barres qui seront érigées plus tard accueilleront jusque dans les années 1980 des classes plus aisées. Un immeuble sera même la propriété de l'Éducation Nationale et proposera ainsi ses logements aux enseignants. Ainsi, tout le temps qu'existeront les deux collèges du quartier, ces derniers accueilleront une population variée, loin de l'image caricaturale de "ghetto" entretenue à l'extérieur. Il est à noter que, construit à deux kilomètres du centre-ville, le quartier est tenu à l'écart du reste de la cité bragarde[réf. souhaitée].
Initialement l'habitat ainsi proposé représentait un immense progrès face aux normes en vigueur et au manque cruel de logements auquel l'époque était confrontée (salles de bain dans chaque appartement, cuisine équipée, chambres séparées, personnel chargé de l'entretien des parties communes, lumière, espaces verts, aménagements urbains toujours fleuris, fontaines, allées piétonnes dallées, ce que montrent les photos ou films d'époque). Le réseau social, par ailleurs, a toujours été dense et solide: MJC, plus tard un centre social, piscine (détruite en 2004), activités sportives, troupes scoutes, autour des églises Sainte-Thérèse et des Ailes, les Éclaireurs de France, le Parti Socialiste y aura même son local. En outre, le quartier jouit de nombreux points de commerces de proximité répartis sur trois zones: la Cornée Renard , le "Petit Centre" et le "Centre" ainsi appelés par les locaux. Ce dernier a notamment vu l'ouverture d'un Novéco (filiale Monoprix) dans les années 1970, des boutiques de vêtements (dont "Rémy" - aujourd'hui au centre-ville - et considéré comme un établissement relativement chic), un Bazar ("Le Bazar du Chevreuil"), un bar ("La Choppe") etc.
Au fil des années, à l'image de l'ensemble de la ville, la population du quartier s'est réduite, mais sans doute de façon plus importante. En effet, les fermetures du collège Louis Pergaud (détruit en 2007) puis de l'école Brossolette (détruite en 2012), la destruction progressive de nombreux immeubles hors d'âge et/ou dépeuplés (voir ci-dessous) témoignent de ce phénomène. La construction de nouveaux logements sociaux dits « à taille humaine » hors du quartier et de la ville accompagne cet exode[réf. souhaitée].
Mais l'important déclin industriel de la ville et l'absence d'une véritable structure d'enseignement post-baccalauréat a précipité la chute des effectifs de population. Logeant la part la plus importante de la population ouvrière, le Vert-Bois a fortement et durablement subi ce déclin d'habitants[réf. souhaitée].
Les immeubles du quartier portent les noms de départements, de montagnes ou de fleuves français, ainsi que de noms tirés de la mythologie ou de personnalité qui ont marqué l'histoire (même si les habitants les plus anciens les appellent toujours par leurs chiffres ou lettres originels). Face à l'effondrement démographique du quartier, la destruction des immeubles s'est accélérée depuis les années 2010. En voici la liste :
| Nom de l'immeuble actuel | Date de construction (à compléter)  | Date de démolition | Ancien numéro              |
| ------------------------ | ----------------------------------- | ------------------ | -------------------------- |
| Achille                  |                                     |                    | no 78                      |
| Agora                    |                                     | 2016               | ILN Place Centrale         |
| Alizé                    |                                     | 2024               | no 73                      |
| Ain                      |                                     |                    |                            |
| Allier                   |                                     |                    |                            |
| Alpes                    |                                     | 2005               | no 42 bis                  |
| Andes                    |                                     | novembre 2007      | no 60                      |
| Andelle                  | 1966                                | 2024               | no 45                      |
| Antilles                 |                                     |                    | no 2                       |
| Ardennes                 | 1970                                |                    | no 65                      |
| Armor                    | 1971                                |                    | no 67                      |
| Atalante                 | 1954                                |                    |                            |
| Atlas                    | 1966                                |                    | no 47                      |
| Aube                     | 1958                                |                    | no 26                      |
| Aujon                    |                                     |                    | no 16                      |
| Bise                     |                                     |                    | no 74                      |
| Blaise                   |                                     |                    | no 19                      |
| Bruxenelle               | 1958                                |                    | no 23                      |
| Canaries                 |                                     |                    | no 14                      |
| Comores                  |                                     |                    | no 15                      |
| Cap Vert                 | 1961                                |                    | no 39                      |
| Cérès                    |                                     | 2017               | no 9                       |
| Creuse                   |                                     |                    | no 55                      |
| Dampierre                | 1971                                |                    | no 86                      |
| Diane                    |                                     |                    |                            |
| Dordogne                 |                                     | 2003-2004          | no 36                      |
| Hébrides                 | 1957                                |                    | no 6                       |
| Hector                   |                                     |                    | no 76                      |
| Héronne                  | 1958                                |                    | no 11                      |
| Electre                  |                                     |                    |                            |
| Erdre                    |                                     |                    |                            |
| Esterel                  |                                     |                    | no 63                      |
| Eure                     |                                     |                    |                            |
| Fidji                    |                                     | 2021               | no 1                       |
| Garonne                  |                                     |                    | N°32                       |
| Gentiane                 |                                     | 2019               | no 36 ter                  |
| Gers                     |                                     | 2008               |                            |
| Gironde                  |                                     | 2003-2004          | no 36 bis                  |
| Ibiza                    |                                     | 2022               | no 3                       |
| Indre                    |                                     |                    |                            |
| Jason                    | 1954                                |                    |                            |
| Jura                     |                                     | détruit            | no 62                      |
| Liez                     |                                     |                    | no 80                      |
| Loing                    | 1966                                | 2024               | no 44                      |
| Loire                    |                                     | détruit            |                            |
| Lot                      | 1960                                |                    | no 37                      |
| Loyauté                  |                                     |                    | no 5                       |
| Maldives                 |                                     |                    | no 7                       |
| Meuse                    |                                     |                    | no 12                      |
| Minerve                  |                                     | dértruit           |                            |
| Miquelon                 |                                     | 2021               | Bat H                      |
| Mistral                  | 1976                                |                    | no 85                      |
| Mousson                  |                                     | 2012               | no 72                      |
| Morvan                   |                                     |                    | no 61                      |
| Oise                     |                                     | 2018               | no 24                      |
| Orcades                  | 1957                                |                    | no 4                       |
| Oreste                   |                                     |                    | no 77                      |
| Orne                     |                                     |                    |                            |
| Poséidon                 |                                     |                    |                            |
| Pyrénées                 |                                     | 2005               | no 42                      |
| Réunion                  |                                     | 2021               | Bat I                      |
| Rhin                     |                                     | 2010               |                            |
| Rhône                    |                                     | 2010               |                            |
| Reynel                   |                                     |                    | no 81                      |
| Robert Gouby             | 1973                                |                    | no 87                      |
| Rongeant                 | 1958                                |                    | no 13                      |
| Saint Ciergues           | 1973                                |                    | no 82                      |
| Samoa                    |                                     | 2021               | Bat G                      |
| Salomon                  |                                     | 2018               | no 45                      |
| Sartor                   |                                     | 1995               |                            |
| Sarthe                   |                                     | 2008               |                            |
| Saulx                    | 1958                                |                    | no 17                      |
| Seine                    | 1959                                |                    | no 18                      |
| Simoun                   |                                     | 2012               | n°83 ?                     |
| Somme                    |                                     | 2019               | no 27                      |
| Suize                    |                                     | 2004               | no 40                      |
| Tarn                     |                                     |                    |                            |
| Tramontagne              |                                     |                    | no 84                      |
| Tour Bucil               | inaugurée par Edgard Pisani en 1959 | 2009               | ---                        |
| Victor Hugo              | 1986                                |                    | no 89                      |
| Vienne                   | 1966                                |                    | no 56                      |
| Villa Verde              | 1968                                |                    | Forum (ex ILN Les Montant) |
| Vingeanne                | 1958                                |                    | no 22                      |
| Vivarais                 |                                     |                    |                            |
| Voire                    |                                     |                    | no 18                      |
| Vulcain                  |                                     | 2021               | no 75                      |
| Yonne                    | 1965                                | 2024               | no 43                      |

- Le Vert-Bois militaire (ensemble d'immeubles à l'origine réservés aux militaires de la Base 113) barres détruites en 2007-2008[réf. souhaitée]

## Crise et évolution
À l'instar d'autres villes du nord-est de la France, la ville de Saint-Dizier, comme le bassin dans lequel elle se trouve, a subi les différentes périodes de démantèlement industriel. D'abord les hauts-fourneaux, le textile (c'est à Saint-Dizier que l'ancienne Bonneterie Devanlay, délocalisée en Tunisie en 2000, produisait les polos Lacoste), puis l'industrie. La « Haute-Marne, qui possède un des derniers tronçons ferroviaires non électrifiés de France » finit d'être enclavée. Le Vert-Bois a évolué en même temps que ces effondrements, les reflétant d'autant qu'il comptait nombre des acteurs concernés.
Aujourd'hui la mixité n'est plus ce qu'elle fut. Les commerces d'hier se sont fermés les uns après les autres. D'autres leur ont succédé, continuant d'offrir aux habitants un service de proximité, essentiellement en produits alimentaires. Reste l'incontournable et très prisé "Marché de Vert-Bois", institution dominicale depuis des décennies qui draine même une clientèle extérieure à la ville[réf. souhaitée].

## Mauvaise réputation et heurts de 2007
La mauvaise réputation qui colle à l'image du quartier depuis toujours a entretenu bien des fantasmes au cours du temps. Mais en 2007, une poignée d'individus a donné du grain à moudre à ses détracteurs. En effet, de violents heurts et d'importantes dégradations (dont l'incendie du rez-de-chaussée de la MJC) ont eu lieu. Alors classé en zone urbaine sensible, le Vert-Bois connaissait pour l'unique fois de son histoire des événements alors observés seulement dans les grands ensembles de la banlieue parisienne.

## « Mutation » du Vert-Bois auxXXeetXXIesiècles
Depuis une quinzaine d'années, la municipalité de Saint-Dizier revendique sa volonté d'insérer le quartier du Vert-Bois au reste de la ville. La fin de la coupure routière (les deux anciens ponts de la RN 4 ont été détruits) restant symbolique[réf. souhaitée].
Ajoutée à la baisse de la population, la vétusté des habitations a accéléré la destruction de nombreux immeubles. De nouvelles habitations du parc HLM s'étendent désormais sur cinq autres communes (Bettancourt- la-Ferrée, Chancenay, Humbécourt, Valcourt et Brousseval). Cela en plus de celles qui ont déjà vu le jour hors du quartier, notamment depuis que L'Effort Rémois (devenu depuis Plurial Novilia) est devenu le deuxième bailleur de logements sociaux avec l'OPH. L'accès à la location sociale déconcentrée demeure une véritable occasion de se rapprocher, voire d'intégrer le cœur de la ville. Dans le même temps, cela a pour effet de concentrer dans le quartier une population très homogène pour laquelle ce mouvement n'est pas possible.
Ce constat vaut surtout pour les emplacements du Vert-Bois des premières constructions, puisque de récents locaux d'habitation ont été réalisés, outre « Les Terrasses » en lieu et place de l'ancienne tour Bucil, aux frontières du quartier[réf. souhaitée].

## Quelques événements
Si en sa qualité de quartier populaire péri-urbain le Vert-Bois n'a pas pu profiter d'une offre de spectacles comparable à celle du reste de la ville, quelques événements ont cependant marqué ses habitants :
- vingt ans avant le concert bragard du 3 janvier 1992, Johnny Hallyday se produit au Vert-Bois, sous chapiteau, à l'endroit nommé "Le Foirail" (place comprise aujourd'hui entre le Lycée Saint-Exupéry et la "Maison de l'Orme Doré"). Ce concert a lieu le 23 juin 1972  et présente le groupe Ange en première partie. Ce même Foirail qui sera durant des décennies le lieu d'accueil de grands cirques ;
- durant la "Fête de la Jeunesse" de la même année, la MJC du Vert-Bois réussit à inviter en son sein le trio de rappeurs belges Benny B, alors au faîte de leur popularité ;
- le 8 juillet 2003, l'étape Charleville-Mézières / Saint-Dizier du Tour de France[13] voit arriver les coureurs au bout de la rue Léon Blum, aussi méconnaissable que la rue Jean Camus remplie d'innombrables véhicules de toutes sortes. Laurent Fignon, Raymond Poulidor, Bernard Hinault, Laurent Jalabert sont notamment présents.